# Márcio Canuto
Luiz Márcio Accioly Canuto (Maceió, 9 de abril de 1946) é um repórter brasileiro.

## Carreira
Iniciou a sua carreira no extinto Diário de Alagoas, em 1963, com apenas dezessete anos de idade. Atuou em diversos veículos, entre eles Gazeta de Alagoas, Jornal da Tarde (do qual foi correspondente na década de 1970), Rádio Gazeta e Rádio Difusora.
Em março de 1998, mudou-se para São Paulo, e foi trabalhar na TV Globo São Paulo. Com seu estilo irreverente, fez sucesso principalmente com a população nordestina da capital paulista, assumindo o título de “fiscal do povo” no telejornal SPTV.
No ano de 1999, foi (também) repórter no programa Amigos & Amigos, que reunia os sertanejos Chitãozinho & Xororó, Zezé Di Camargo & Luciano e Leonardo.
Como editor de esportes da TV Gazeta de Maceió, promoveu o jogador Jacozinho, do CSA, que ganhou projeção nacional graças às reportagens de Canuto. Em 1996, cobriu o assassinato do empresário PC Farias e de sua namorada, ocorrido na capital alagoana. Também integrou o time de repórteres do Carnaval de São Paulo.
Em 12 de julho de 2019, Márcio Canuto anunciou sua saída da Globo após 21 anos, pois resolveu se aposentar.
Em 2022, Márcio volta atrás da sua decisão e integra a cobertura da RecordTV São Paulo para o Paulistão 2022, repetindo a atuação na edição de 2023 do campeonato.

## Prêmios
| Ano  | Prêmios                                                                    | Categoria          | Resultado | Ref.  |
| ---- | -------------------------------------------------------------------------- | ------------------ | --------- | ----- |
| 2023 | Troféu ACEESP (Associação dos Cronistas Esportivos do Estado de São Paulo) | Troféu Ely Coimbra | Venceu    | [ 6 ] |